# Холланд (Миннесота)
Холланд (англ. Holland) — город в округе Пайпстон, штат Миннесота, США. На площади 2,4 км² (2,4 км² — суша, водоёмов нет), согласно переписи 2002 года, проживают 215 человек. Плотность населения составляет 90,3 чел./км².
- Телефонный код города — 507
- Почтовый индекс — 56139
- FIPS-код города — 27-29618[1]
- GNIS-идентификатор — 0645081[2]